# Marie Terezie Izabela Rakouská
Marie Terezie Izabela, (italsky Maria Theresia Isabella 31. července 1816, Vídeň – 8. srpna 1867 Albano Laziale, Itálie) byla druhou manželkou krále Ferdinanda II. Neapolsko-Sicilského a stala se tak královnou Obojí Sicílie. Byla nejstarší dcerou arcivévody Karla Ludvíka, vévody těšínského, a princezny Jindřišky Nasavsko-Weilburské.
Jejími prarodiči z otcovy strany byli Leopold II., císař Svaté říše římské, a Marie Luisa Španělská. Jejími prarodiči z matčiny strany byli Fridrich Vilém Nasavsko-Weilburský a jeho manželka Luisa Izabela z Kirchbergu.

## Původ, mládí
Marie Terezie se narodila 31. července 1816 ve Vídni. Byla nejstarším dítětem arcivévody Karla Ludvíka, vévody těšínského, a princezny Jindřišky Nasavsko-Weilburské.
Matka Marie Terezie zemřela 29. prosince 1837 po onemocnění spalničkami a zápalem plic. Marie Terezie se ujala mateřské role pro své sourozence.

## Královna Obojí Sicílie
Dne 9. ledna 1837 se Marie Terezie v augustiniánském kostele ve Vídni provdala za Ferdinanda II. Neapolsko-Sicilského. Nevěstě bylo téměř jednadvacet let a ženichovi sedmadvacet. Po svatbě se Marie Terezie stala královnou-chotí království obojí Sicílie.
Královna Marie Terezie byla popisována jako špatně oblečená a neodpovídala ideálnímu obrazu královské osoby. Neměla ráda svou veřejnou roli a život u dvora a raději se uzavírala do svých soukromých pokojů věnovaných ručním pracím a svým dětem. Se svým chotěm i nevlastním synem Františkem měla dobrý vztah: nevlastní syn ji respektoval a ona ho nazývala svým synem. Marie Terezie se zajímala o politiku; je známo, že působila jako králova poradkyně a ovlivňovala ho, aby byl přísný, a když nemohla být přítomna přijetí úředníků a chtěla slyšet rozhovor, naslouchala hovoru za dveřmi. Ošetřovala Ferdinanda na smrtelné posteli.

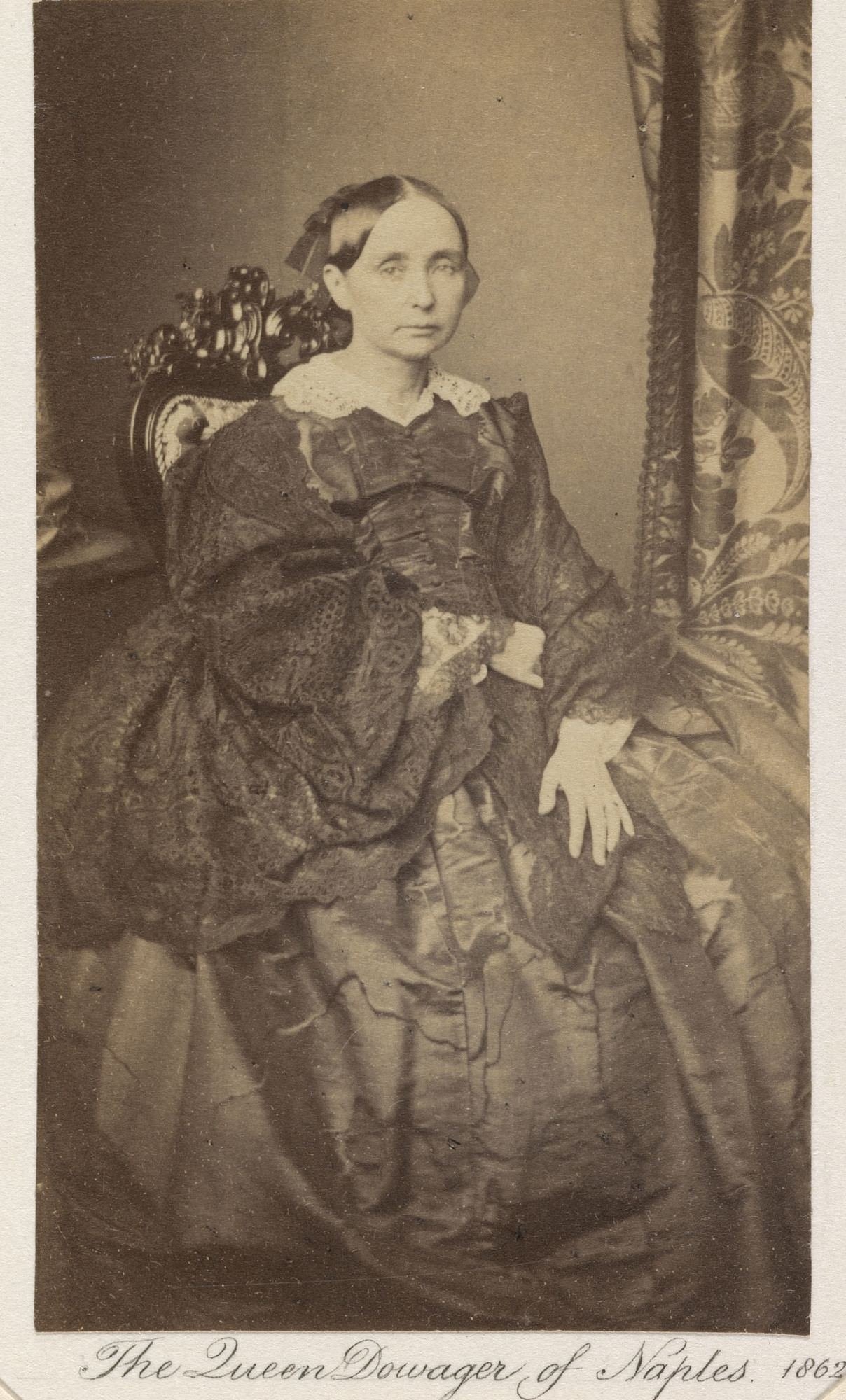
Marie Terezie, královna vdova Obojí Sicílie, 1862.

## Královna vdova
Po smrti svého chotě v roce 1859 hodlala pokračovat v politické činnosti jako poradkyně svého nevlastního syna Františka, který se stal novým panovníkem. František byl svolný a její autoritářská politika byla považována za příspěvek k nespokojenosti veřejnosti, která vedla ke zkáze Království obojí Sicílie. Františkova choť, bavorská vévodkyně Marie Žofie, však její vliv zpochybňovala a František měl v konfliktu mezi manželkou a nevlastní matkou obtížnou pozici, aniž by dokázal uspokojit některou z nich. Marie Žofie Františka informovala o spiknutí, které vytvořila Marie Terezie se snahou dosadit na trůn svého biologického syna, ale František se rozhodl Marii Terezii uvěřit, když přísahala na svou nevinu. Teprve když už začaly vzpoury proti monarchii, rozhodl se František poslechnout raději radu své manželky než nevlastní matky. Marie Terezie byla mezi prvními, kdo během povstání opustil Neapol: nejprve se svými dětmi a rádci odjela do Gaety a poté do Říma. Bydlela ve stejném paláci, který František s Marií Žofií po svém příjezdu využívali. Zemřela 8. srpna 1867 na choleru, ošetřována svým nevlastním synem Františkem, který ji velmi oplakával.

## Potomci
- 1. Ludvík Neapolsko-Sicilský (1. 8. 1838 Neapol – 8. 6.1886 Paříž), hrabě z Trani
  - ⚭ 1861 Matylda Bavorská (30. 9. 1843 Possenhofen – 18. 6. 1925 Mnichov), mladší sestra císařovny Sissi
- 2. Albert Neapolsko-Sicilský (17. 9. 1839 Neapol – 12. 7. 1844)
- 3. Alfons Maria Josef Neapolsko-Sicilský (28. 3. 1841 Caserta – 26. 5. 1934 Cannes), hrabě z Caserty, od roku 1894 až do své smrti hlava dynastie Bourbon-Obojí Sicílie
  - ⚭ 1868 Marie Antonie Neapolsko-Sicilská (16. 3. 1851 Neapol – 12. 9. 1938 Freiburg im Breisgau)
- 4. Marie Annunziata Neapolsko-Sicilská (24. 3. 1843 Caserta – 4. 5. 1871 Vídeň) ⚭ 1862 Karel Ludvík Rakousko-Uherský (1833–1896), rakouský arcivévoda
  - ⚭ 1862 rakouský arcivévoda Karel Ludvík Rakousko-Uherský (30. 7. 1833 Vídeň – 19. 5. 1896 tamtéž), jejich synem byl František Ferdinand d'Este, následník rakousko-uherského trůnu, který zemřel spolu s manželkou na následky atentátu v Sarajevu v červnu 1914. Tento útok se stal záminkou pro začátek první světové války v Evropě a nakonec způsobil i pád Rakouska-Uherska.
- 5. Marie Imakuláta Neapolsko-Sicilská (14. 4. 1844 Neapol – 18. 2. 1899 Vídeň)
  - ⚭ 1861 Karel Salvátor Rakousko-Toskánský (30. 4. 1839 Florencie – 18. 1. 1892 Vídeň), rakouský arcivévoda a toskánský princ
- 6. Kajetán Neapolsko-Sicilský (12. 1. 1846 Neapol – 26. 11. 1871 Lucern), hrabě z Girgenti, spáchal sebevraždu v hotelovém pokoji ve Švýcarsku
  - ⚭ 1868 princezna Isabela Španělská (20. 12. 1851 Madrid – 22. 4. 1931 Paříž), kněžna z Asturie
- 7. Josef Neapolsko-Sicilský (4. 3. 1848 – 28. 9. 1851)
- 8. Marie Pia Neapolsko-Sicilská (2. 8. 1849 Gaeta – 29. 9. 1882 Biarritz)
  - ⚭ 1869 Robert I. Parmský (9. 7. 1848 Florencie – 16. 11. 1907 Lucca), vévoda v Parmě, Piacenze a Guastalle, hlava parmské větve Bourbonské dynastie
- 9. Vincenzo Neapolsko-Sicilský (26. 4. 1851 – 13. 10. 1854)
- 10. Pascal Neapolsko-Sicilský (15. 9. 1852 Caserta – 21. 12. 1904 Rueil-Malmaison), vévoda z Bari ⚭ 1878 Blanche Marconnay (1848–1926), morganatický sňatek
  - ⚭ 1878 Blanche Marconnay (27. 8. 1848 – 12. 4. 1926), morganatické manželství
- 11. Marie Luisa Neapolsko-Sicilská (21. 1. 1855 Neapol – 23. 8. 1874 Pau)
  - ⚭ 1873 Jindřich Bourbonsko-Parmský (12. 2. 1851 Parma – 14. 4. 1905 Menton), hrabě z Bardi
- 12. Gennaro Neapolsko-Sicilský (28. 2. 1857 Caserta – 13. 8. 1867 Albano Laziale), zemřel na choleru

## Tituly a oslovení
- 31. července 1816 - 27. ledna 1837: Její Císařská a Královská Výsost arcivévodkyně a císařská princezna Marie Terezie Rakouská, královská princezna uherská a česká
- 27. ledna 1837 - 22. května 1859: Její Veličenstvo královna Obojí Sicílie
- 22. května 1859 - 8. srpna 1867: Její Veličenstvo královna vdova Obojí Sicílie

## Vývod z předků
|                                |                                    |  |                                  |                                             |  |  |  |  |  |  |  | Leopold Josef Lotrinský |
|                                |                                    |  |                                  |                                             |  |  |  |  |  |  |  |                         |
|                                | František I. Štěpán Lotrinský      |  |                                  |                                             |  |  |  |  |  |  |  |                         |
|                                |                                    |  |                                  |                                             |  |  |  |  |  |  |  |                         |
|                                |                                    |  |                                  | Alžběta Charlotta Orléanská                 |  |  |  |  |  |  |  |                         |
|                                |                                    |  |                                  |                                             |  |  |  |  |  |  |  |                         |
|                                | Leopold II.                        |  |                                  |                                             |  |  |  |  |  |  |  |                         |
|                                |                                    |  |                                  |                                             |  |  |  |  |  |  |  |                         |
|                                |                                    |  |                                  | Karel VI.                                   |  |  |  |  |  |  |  |                         |
|                                |                                    |  |                                  |                                             |  |  |  |  |  |  |  |                         |
|                                | Marie Terezie                      |  |                                  |                                             |  |  |  |  |  |  |  |                         |
|                                |                                    |  |                                  |                                             |  |  |  |  |  |  |  |                         |
|                                |                                    |  |                                  | Alžběta Kristýna Brunšvicko-Wolfenbüttelská |  |  |  |  |  |  |  |                         |
|                                |                                    |  |                                  |                                             |  |  |  |  |  |  |  |                         |
|                                | Karel Ludvík Rakousko-Těšínský     |  |                                  |                                             |  |  |  |  |  |  |  |                         |
|                                |                                    |  |                                  |                                             |  |  |  |  |  |  |  |                         |
|                                |                                    |  |                                  | Filip V. Španělský                          |  |  |  |  |  |  |  |                         |
|                                |                                    |  |                                  |                                             |  |  |  |  |  |  |  |                         |
|                                | Karel III. Španělský               |  |                                  |                                             |  |  |  |  |  |  |  |                         |
|                                |                                    |  |                                  |                                             |  |  |  |  |  |  |  |                         |
|                                |                                    |  |                                  | Isabela Farnese                             |  |  |  |  |  |  |  |                         |
|                                |                                    |  |                                  |                                             |  |  |  |  |  |  |  |                         |
|                                | Marie Ludovika Španělská           |  |                                  |                                             |  |  |  |  |  |  |  |                         |
|                                |                                    |  |                                  |                                             |  |  |  |  |  |  |  |                         |
|                                |                                    |  |                                  | August III. Polský                          |  |  |  |  |  |  |  |                         |
|                                |                                    |  |                                  |                                             |  |  |  |  |  |  |  |                         |
|                                | Marie Amálie Saská                 |  |                                  |                                             |  |  |  |  |  |  |  |                         |
|                                |                                    |  |                                  |                                             |  |  |  |  |  |  |  |                         |
|                                |                                    |  |                                  | Marie Josefa Habsburská                     |  |  |  |  |  |  |  |                         |
|                                |                                    |  |                                  |                                             |  |  |  |  |  |  |  |                         |
| Marie Terezie Izabela Rakouská |                                    |  |                                  |                                             |  |  |  |  |  |  |  |                         |
|                                |                                    |  |                                  |                                             |  |  |  |  |  |  |  |                         |
|                                |                                    |  | Karel August Nasavsko-Weilburský |                                             |  |  |  |  |  |  |  |                         |
|                                |                                    |  |                                  |                                             |  |  |  |  |  |  |  |                         |
|                                | Karel Kristián Nasavsko-Weilburský |  |                                  |                                             |  |  |  |  |  |  |  |                         |
|                                |                                    |  |                                  |                                             |  |  |  |  |  |  |  |                         |
|                                |                                    |  |                                  | Augusta Frederika Nasavsko-Idsteinská       |  |  |  |  |  |  |  |                         |
|                                |                                    |  |                                  |                                             |  |  |  |  |  |  |  |                         |
|                                | Fridrich Vilém Nasavsko-Weilburský |  |                                  |                                             |  |  |  |  |  |  |  |                         |
|                                |                                    |  |                                  |                                             |  |  |  |  |  |  |  |                         |
|                                |                                    |  |                                  | Vilém IV. Oranžský                          |  |  |  |  |  |  |  |                         |
|                                |                                    |  |                                  |                                             |  |  |  |  |  |  |  |                         |
|                                | Karolína Oranžsko-Nasavská         |  |                                  |                                             |  |  |  |  |  |  |  |                         |
|                                |                                    |  |                                  |                                             |  |  |  |  |  |  |  |                         |
|                                |                                    |  |                                  | Anna Hannoverská                            |  |  |  |  |  |  |  |                         |
|                                |                                    |  |                                  |                                             |  |  |  |  |  |  |  |                         |
|                                | Jindřiška Nasavsko-Weilburská      |  |                                  |                                             |  |  |  |  |  |  |  |                         |
|                                |                                    |  |                                  |                                             |  |  |  |  |  |  |  |                         |
|                                |                                    |  |                                  | Vilém Ludvík z Kirchbergu                   |  |  |  |  |  |  |  |                         |
|                                |                                    |  |                                  |                                             |  |  |  |  |  |  |  |                         |
|                                | Jiří z Kirchbergu                  |  |                                  |                                             |  |  |  |  |  |  |  |                         |
|                                |                                    |  |                                  |                                             |  |  |  |  |  |  |  |                         |
|                                |                                    |  |                                  | Luisa ze Salm-Dhaunu                        |  |  |  |  |  |  |  |                         |
|                                |                                    |  |                                  |                                             |  |  |  |  |  |  |  |                         |
|                                | Luisa Isabela z Kirchbergu         |  |                                  |                                             |  |  |  |  |  |  |  |                         |
|                                |                                    |  |                                  |                                             |  |  |  |  |  |  |  |                         |
|                                |                                    |  |                                  | Jindřich XI. Reuss Greiz                    |  |  |  |  |  |  |  |                         |
|                                |                                    |  |                                  |                                             |  |  |  |  |  |  |  |                         |
|                                | Alžběta Augusta Reuss Greiz        |  |                                  |                                             |  |  |  |  |  |  |  |                         |
|                                |                                    |  |                                  |                                             |  |  |  |  |  |  |  |                         |
|                                |                                    |  |                                  | Konradina Reuss Kestřic                     |  |  |  |  |  |  |  |                         |
|                                |                                    |  |                                  |                                             |  |  |  |  |  |  |  |                         |